# Jinghe (métro de Wuhan)
Pour les articles homonymes, voir Jinghe.
Jinghe (chinois : 径河站 ; pinyin : Jìnghé zhàn ; litt. « « station de la rivière de l'allée » ») est une station de la ligne 1 du métro de Wuhan en République populaire de Chine. Elle est l'actuel terminus ouest de la ligne depuis son inauguration le 26 décembre 2017 après son prolongement et l'inauguration du tronçon Dongwu Dadao-Jinghe.